# Metro v Novosibirsku
Metro v Novosibirsku (rusky Новосибирский метрополитен) je systém podzemní dráhy pod ruským třetím největším městem a také jediný, jež se nachází východně od Uralu. Jedná se o malou síť, kterou tvoří dvě linky.

## Historický vývoj
Novosibirsk, jako důležité velkoměsto na transsibiřské magistrále, dosáhl ve druhé polovině 20. století 1,5 milionu obyvatel. Při takové velikosti města již povrchová doprava bývá přetížená, proto na se konci 60. let objevily první návrhy na výstavbu metra v tomto městě. Rozhodnutí vybudovat metro padlo 17. března 1975; o tři roky později byl schválen projekt výstavby prvních etap metra. Stavební práce na prvním úseku začaly 12. května 1979. Trvaly sedm a půl roku, první úsek o délce pěti stanic byl triumfálně otevřen 7. ledna 1986. Novosibirské metro se tak stalo čtvrtým provozovaným v Rusku a jedenáctým v SSSR. Nedlouho po svém otevření začal být systém rozšiřován podle plánu, ve kterém se počítalo se čtyřmi linkami a 62 km dlouhou sítí.
Ekonomické problémy, které mladé Rusko postihly, však jakoukoliv aktivitu zastavily, stavět se začalo opět až na začátku 21. století a velmi pomalým tempem.

## Statistiky
V současné síti je v provozu 13 stanic na dvou linkách. Nasazeny jsou čtyřvozové vlaky (celkem jich je 20) a přepraví 250 000 cestujících denně. Řeka Ob, která městem protéká, byla překonána krytým, 2,145 m dlouhým mostem. Stanice byly vybudované různým způsobem, 4 jsou jednolodní, sedm s prostupy, u mostu na Obu je umístěna jedna stanice povrchová.

### Chronologie otevírání jednotlivých úseků
- 7. ledna 1986 Krasnyj prospekt - Studenčeskaja (7,3 km)
- 31. prosince 1987 Sibirskaja - Ploščaď Garina Michajlovskogo
- 26. července 1991 Studenčeskaja - Ploščaď Marksa
- 2. dubna 1992 Krasnyj prospekt - Zajelcovskaja
- 28. prosince 2000 Maršala Pokryškina (původně Frunzenskaja)
- 25. června 2005 Maršala Pokryškina - Berjozovaja Rošča
- 23. června 2007 Maršala Pokryškina - Berjozovaja Rošča - druhá cesta

## Linky
| # | Název                            | Rok otevření | Délka   | Počet stanic |
| - | -------------------------------- | ------------ | ------- | ------------ |
| 1 | Leninskaja (rusky Ленинская)     | 1986         | 10,5 km | 8            |
| 2 | Dzeržinskaja (rusky Дзержинская) | 1987         | 5,5 km  | 5            |
|   | Celkem:                          |              | 16km    | 13           |